# Attilio Nicora
Attilio Nicora (Varese, 16 de marzo de 1937-Roma, 22 de abril de 2017) fue un cardenal italiano de la Iglesia católica, obispo emérito de Verona, y presidente emérito de la Administración del Patrimonio de la Sede Apostólica. 

## Biografía
Nació el 16 de marzo de 1937 en Varese, arquidiócesis de Milán. En la capital lombarda estudió en el Seminario Teológico de Venegono, donde se licenció en Teología y se ordenó sacerdote el 27 de junio de 1964 en Milán. En la Universidad Pontificia Gregoriana se doctoró en Derecho Canónico. De regreso en Milán, enseñó en el Seminario Mayor, Derecho Canónico y Derecho Público Eclesiástico. En 1970 fue nombrado Rector de dicho seminario.
Pablo VI le nombró el 16 de abril de 1977 obispo titular de Fornos minore y auxiliar de Milán. Juan Pablo II lo nombró el 30 de junio de 1992, obispo de Verona. Desde su nombramiento como obispo, participó en diversas comisiones de la Conferencia Episcopal Italiana y en diversos asuntos jurídicos en la Santa Sede.
El miércoles 19 de enero de 2011, el Cardenal Nicora fue nombrado por el papa Benedicto XVI Presidente de la Junta Ejecutiva de cuatro personas como nueva Autoridad de Información Financiera del Vaticano. La nueva agencia, por mandato de una Carta Apostólica, se encargaba de supervisar las actividades monetarias y comerciales de los organismos vaticanos, como la Gobernación del Estado de la Ciudad del Vaticano, el Banco del Vaticano, la Administración del Patrimonio de la Sede Apostólica, la Congregación para la Evangelización de los Pueblos, y otras agencias más pequeñas, como la Farmacia Vaticana, el supermercado del Vaticano y los Museos Vaticanos. 
El 7 de julio de 2011, Benedicto aceptó su renuncia a la presidencia de la Administración del Patrimonio de la Sede Apostólica. El 30 de enero de 2014, el papa Francisco aceptó su renuncia al frente de la Autoridad de Información Financiera (AIF).
El 28 de octubre de 2014 fue confirmado como miembro de la Administración del Patrimonio de la Santa Sede.
Falleció en Roma, el 22 de abril de 2017. El papa Francisco envió un telegrama de condolencias.